# 二階借り
『二階借り』（にかいがり）は、古典落語の演目。別題として『二階の間男』（にかいのまおとこ）、『二階』（にかい）がある。
妻が知り合いの男と不倫の関係になっていることに気付かず、自宅の2階で情事をさせてしまう夫を描く。夫が茶漬けを食べる描写を入れる形の口演があり、上方落語では『茶漬間男』（ちゃづけまおとこ）の題で演じられる。また東京でも5代目春風亭柳昇が『お茶漬け』の題で演じている。
古いものでは初代三遊亭圓遊（鼻の圓遊）の速記本が残っている。天保13年の漢文体笑話集『奇談新編』に類話が掲載されており、武藤禎夫は「おそらくすでに口演されていたとも考えられよう」と記している。

## あらすじ
ある不倫中の男女。女は夫の友人と男女の関係になった。金のない男は女を外に連れ出す手間を嫌がり、夫が在宅中の家の2階で情事に及ぼうと思いつく。男は友人である夫に、相手が彼の妻だとは教えずに、とある人妻だということにして2階を借りる許可を得た上で女（＝妻）の顔が判らないように明かりを消して二階に上がる。その折、夫は茶漬けを食うことに夢中で、2階で男に抱かれているのが自分の妻だということに気づかない。
ことが終わり、2人は再び明かりを消して出て行く。妻は何食わぬ顔で帰宅する。夫は、「今日、友人に2階を貸したよ。相手は人妻だってさ。まったく、その女の旦那はどんな男で、何してるんだろう」と、茶漬けを食いながら、妻に語る。妻は、「今頃その旦那は、お茶漬でも食べてるんじゃない？」と答える。

## バリエーション
武藤禎夫の『定本 落語三百題』掲載のあらすじ（題は『二階の間男』）では、不倫相手の男が「おかみさんがいちゃ女がきまり悪がるので、湯へでも出しておくんなさい」と妻を外に出させ、落ち合ってから（そこで一度妻は男がほかに女を作ったかと誤解して怒る）、夫によって灯りが消された家の2階に二人でに上がり、夫はその音を耳にしながら「こうやって連れてこられる女房の、先方（さき）の亭主の面が見てやりてえや」とつぶやく形になっている。
上方の『茶漬間男』について、宇井無愁が紹介するあらすじでは妻を二階に上げたあとで夫が友人に「相手の旦那はいまごろどないしてるやろ」と話すと友人が「さあ大方茶漬でも食うてるやろ」と答える形である。また2代目桂枝雀は、その台詞を夫自身が口にするという前提で、夫がすべてを承知している場合とまったく知らない場合では演じ方が異なると述べている。